# Невероятный Халк (фильм)
«Невероя́тный Халк» (англ. The Incredible Hulk) — американский супергеройский фильм 2008 года, основанный на комиксах Marvel Comics об одноимённом персонаже. Второй по счёту фильм медиафраншизы «Кинематографическая вселенная Marvel» (КВМ). Режиссёр — Луи Летерье, сценарист — Зак Пенн. Роль Брюса Бэннера / Халка исполнил Эдвард Нортон. Также в фильме сыграли Лив Тайлер, Тим Рот, Уильям Хёрт, Тим Блейк Нельсон, Тай Баррелл и Кристина Кэбот. По сюжету Брюс Бэннер невольно становится жертвой эксперимента по созданию суперсолдат с помощью гамма-облучения. Находясь в бегах, Бэннер пытается избавиться от монстра внутри себя. Его преследуют его старый враг генерал Таддеус Росс и опытный солдат Эмиль Блонски, который со временем превращается в существо, аналогичное Халку.
Компания Marvel Studios выкупила права на персонажа после выхода фильма «Халк» (2003). Пенн написал сценарий, который, по его словам, гораздо ближе к комиксам и телесериалам. Летерье переработал персонажа Рота, превратив его из зелёного гуманоидного монстра в существо с костлявыми выступами. Съёмки фильма, в основном, происходили в Торонто в 2007 году.
Премьера фильма «Невероятный Халк» состоялась 8 июня 2008 года в амфитеатре Гибсона в Калифорнии. На большие экраны фильм вышел 13 июня 2008 года. Кассовые сборы составили более $263 млн, превысив сборы предыдущего фильма о Халке. Ожидалось, что Нортон будет играть роль Халка в фильме «Мстители» (2012) и других будущих фильмах с участием Халка, но из-за разногласий со студией актёр отказался сниматься и был заменён на Марка Руффало. Руффало подписал контракт на исполнение роли Халка во всех возможных продолжениях. Этот фильм не продолжает сюжет фильма «Халк» (2003), как некоторые ошибочно считают, а является «перезапуском».

## Сюжет
После неудачного эксперимента в университете Калвера с гамма-лучами учёный Брюс Бэннер мутирует, превращаясь в состоянии гнева в зелёного монстра — Халка. При превращении от рук Халка страдает любимая Брюса — дочь генерала Росса, Бетти. Брюс скрывается от армии США, которая считает его своей собственностью.
Пять лет спустя Бэннер работает на заводе по розливу в Росинье, Рио-де-Жанейро, Бразилия, в поисках лекарства от своего недуга. В Интернете он анонимно сотрудничает с коллегой, известным только как «Мистер Синий». Он изучает техники йоги, которые помогают ему сохранять самообладание, и последние пять месяцев сдерживает трансформацию. После того, как Бэннер случайно порезал палец, капля его крови попала в бутылку, которую в итоге выпил пожилой потребитель в Милуоки, штат Висконсин, вызвав у него гамма-болезнь. Изучив происхождение бутылки Росс выслеживает Бэннера и посылает команду спецназа во главе с Эмилем Блонски, чтобы схватить его. Бэннер превращается в Халка и побеждает команду Блонски, при этом сам Блонски остается в живых. После того, как Росс объясняет, как Бэннер стал Халком, Блонски соглашается на введение небольшого количества аналогичной сыворотки, которая повышает его скорость, силу, ловкость и способность к исцелению, но также начинает деформировать его скелет и ухудшает его суждения.
Бэннер возвращается в университет Калвера и воссоединяется с Бетти. На Бэннера снова нападают силы Росса и Блонски, которых предупредил подозрительный парень Бетти, Леонард Самсон, в результате чего Бэннер снова превращается в Халка. Последовавшая битва за пределами университета оказывается бесполезной для сил Росса, и они отступают, хотя Блонски, чей рассудок пошатнулся, нападает на Халка и издевается над ним. Халк тяжело травмирует Блонски и убегает вместе с Бетти. После того, как Халк превращается обратно в Бэннера, он и Бетти пускаются в бега, а сам Бэннер связывается с Мистером Синим, который уговаривает их встретиться с ним в Нью-Йорке. Синий на самом деле является клеточным биологом доктором Сэмюелем Стернсом, который говорит Бэннеру, что разработал возможное противоядие от болезни Бэннера. После успешного теста он предупреждает Бэннера, что противоядие может только обращать вспять каждую трансформацию. Стернс рассказывает, что он синтезировал образцы крови Бэннера, которые тот прислал из Бразилии, в большом количестве, чтобы использовать ее «безграничный потенциал» в медицине. Опасаясь, что сила Халка попадет в руки военных, Бэннер хочет уничтожить запасы крови.
Введённая сыворотка позволяет Блонски быстро восстановиться после травм, и он присоединяется к силам Росса для третьей попытки взять Бэннера под стражу. Им это удается, и Бэннера и Бетти увозят на вертолете. Блонски остается и приказывает Стернсу ввести ему кровь Бэннера, поскольку он жаждет силы Халка. В результате эксперимента Блонски мутирует в Мерзость, существо, по размерам и силе превосходящее Халка. Он нападает на Стернса, который получает немного крови Баннера в порез на лбу, из-за чего тоже начинает мутировать. Мерзость свирепствует в Гарлеме. Понимая, что Халк ― единственный, кто может остановить Мерзость, Бэннер убеждает Росса освободить его. Он выпрыгивает из вертолета Росса и трансформируется после удара о землю. После битвы по всему Гарлему Халк побеждает Мерзость, едва не задушив его цепью, но, услышав мольбу Бетти, сохраняет ему жизнь и оставляет Мерзость Россу и его силам для ареста. После мирного общения с Бетти Халк покидает Нью-Йорк.
Месяц спустя Бэннер находится в Белла-Кула, Британская Колумбия и демонстрирует, что научился контролировать трансформацию в Халка. Позже Тони Старк подходит к Россу в баре и сообщает ему, что собирается команда.

## Актёрский состав
| Актёр                | Роль                                   |
| -------------------- | -------------------------------------- |
| Эдвард Нортон        | Брюс Бэннер / Халк                     |
| Лив Тайлер           | Элизабет «Бетти» Росс                  |
| Тим Рот              | Эмиль Блонски / Мерзость               |
| Уильям Хёрт          | генерал Таддеус «Громовержец» Росс     |
| Тим Блейк Нельсон    | доктор Сэмюэл Стернс                   |
| Тай Баррелл          | доктор Леонард Самсон                  |
| Кристина Кэбот       | майор Кэтлин Спарр                     |
| Питер Менса          | генерал Джо Греллер                    |
| Лу Ферриньо          | охранник / голос Халка                 |
| Пол Солс             | Стэнли Либер                           |
| Дебора Нассименту    | Мартина                                |
| Мартин Старр         | Роджер Харрингтон                      |
| Роберт Дауни-младший | Тони Старк (камео)                     |
| Стэн Ли              | старик, отравившийся лимонадом (камео) |

## Музыка
Армстронг начал сочинять музыку в своём доме в Глазго, в Шотландии и сосредоточился на трёх сценах; Халк и Бетти в пещере; борьба Халка и Мерзости на аллее; и воссоединение Брюса и Бетти. Большинство композиций было составлено в течение нескольких месяцев в Лос-Анджелес, штат Калифорния, который был очень интенсивным для режиссёра и композитора. Саундтрек был закончен в течение четырёх дней в конце 2007 года в часовне университета Бастера, находящегося в Кенморе, в Вашингтоне. Пит Локкет играл на этнических музыкальных инструментах, чья музыка была записана в Лондоне в сочетании с оркестром и электроникой. В создании саундтрека принимали участие Мэтт Данкли, Тони Блондал, Стивен Коулман, Дэвид Баттерворт и Каз Бойл. Летерье предложил выпустить сборник на двух дисках, что Армстронг воспринял как шутку. Он понял всю серьёзность, когда Marvel спросила у него, почему он собирается выпустить саундтрек на двух дисках.
И Халк, и Мерзость имеют по две собственные музыкальные темы, представляющие их человеческие и чудовищные формы. Тема Халка была символичной и простой, подобно музыкальной теме фильма 1975 года «Челюсти». Она была сыграна на бас-гитаре. Тема Бэннера, напротив, была трагичной и частично основана на «The Lonely Man» Джо Харнелла из телесериала «Невероятный Халк». Для одной из сцен этой композиции Армстронг сыграл на фортепиано. Тема Блонски наполнена мрачностью и становится агрессивнее с его преображением. Пересмотрев поединок между Халком и Мерзостью, Армстронг обнаружил, что последовательность действий напоминает танец. Существуют также темы тревоги и любви.

## Прокат
Премьера «Невероятного Халка» состоялась 8 июня 2008 года в амфитеатре Гибсона, штат Калифорния, а на большие экраны фильм вышел 13 июня.

### Монтаж
Семьдесят минут материала, в котором, в основном, было показано происхождение Халка, не были включены в окончательный вариант фильма. Большая часть этой предыстории была недоделанной, отчего создатели фильма не были уверены, стоит ли включать её в окончательный вариант, тем не менее, выпустив некоторый отснятый материал в интернет. Режиссёр монтажа Кайл Купер, создатель логотипа Marvel и монтажа подробной биографии Железного человека в этом фильме, отредактировал часть предыстории Бэннера во вступительных титрах. Летерье объяснил сжатие предыстории Бэннера тем, что она многим напоминала происхождение Халка из фильма 2003 года. Он также вырезал сцену, где Бэннер должен был попытаться покончить жизнь самоубийством. В этой же сцене можно было частично увидеть замороженное тело Капитана Америки. Летерье заявил, что не хотел бы, чтобы эта сцена была мельком показана во вступлении.
Нортон и Летерье спорили с продюсерами по поводу продолжительности фильма: они хотели, чтобы хронометраж фильма составлял 135 минут, в то время как продюсеры настаивали на двухчасовом фильме. Об этом было объявлено публично и поползли слухи, что Нортон «дал понять, что не будет сотрудничать с рекламой, пока не будет доволен конечным продуктом». Позже Нортон опроверг эти слухи.

### Маркетинг
«Мы знаем, что Халк 2003 года не удовлетворил поклонников, и мы должны это признать. Мы подчеркнули страсть, которую фанаты до сих пор ждали от этого персонажа и то, что всегда хотели киношники».

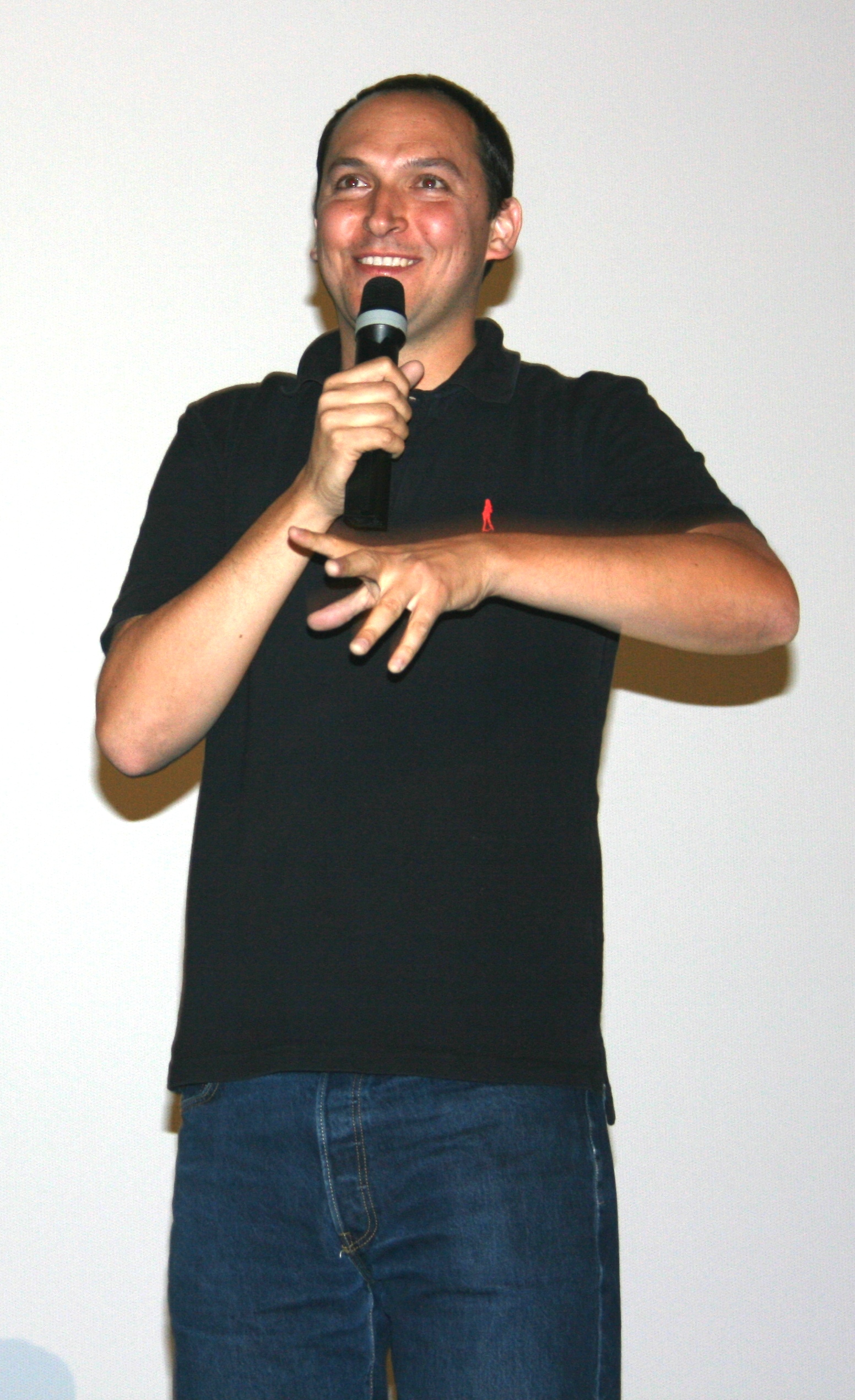
Луи Летерье презентует фильм в Париже в 2008 году

Были предприняты немалые усилия для продвижения фильма. Название фильма было использовано в рекламных каламбурах, к примеру «Невероятный глоток» на 7-Eleven и «Невероятный папа» на Kmart. Burger King также способствовал раскрутке фильма и центры общего питания использовали Халка в качестве модели для силовых тренировок. Hasbro выпустили игрушечную серию, состоящую из трёх игрушек, вышедшую в мае 2008 года. Sega выпустила видеоигру 5 июня 2008 года. Фильм был рекламирован на «American Gladiators» 9 июня 2008 года, что было организовано Халком Хоганом и Лу Ферриньо.
После окончания редактирования материала Нортон отправился в промотур, который позволил ему избежать постоянных интервью с СМИ и не отвечать на неудобные вопросы. Он присутствовал на премьере фильма, участвовал в «Джимми Киммел в прямом эфире», а также посетил показ фильма в Японии. Тем не менее, во время выхода фильма на экран Нортон решил заняться благотворительностью в Африке.

### Выпуск на видео
«Невероятный Халк» был выпущен на DVD и Blu-Ray 21 октября 2008 года. Они включают в себя несколько короткометражек, удалённых сцен, аудиокомментарии и альтернативное вступление. Фильм занял первое место по количеству продаж DVD и Blu-Ray 21 октября 2008 года в Соединённых Штатах. Существуют широкоформатные и однодисковые издания; специальное трёхдисковое издание; и двухдисковое Blu-Ray издание. Первый диск включает в себя комментарии Летерье и Рота; второй включает несколько особых функций и удалённых сцен, а третий — цифровую копию фильма. Издание Blu-Ray сжимает содержание первых двух дисков в один, а второй содержит цифровую копию.
Фильм также был включён в 10-дисковый сборник под названием «Кинематографическая вселенная Marvel: Первая фаза — Мстители, Общий сбор», включающий в себя всю «Первую фазу» «Кинематографической вселенной Marvel». Он был выпущен 2 апреля 2013 года.

## Возможный сиквел
Несмотря на то, что Тим Блейк Нельсон, исполнитель роли Сэмюэла Стернса, подписал контракт на участие в следующем фильме о Халке, где он должен был появиться как Лидер, а Тим Рот также подписал контракт на любое возможное продолжение

, сиквел до сих пор не был снят. Во многом это связано с тем, студия Walt Disney стала снимать фильмы во вселенной Марвел, а права на производство сиквела остались у студии Universal Pictures. После выхода фильма «Мстители» режиссёр Джосс Уидон рассматривал возможность съёмок телесериала о Халке. После того, как исполнителя главной роли Эдварда Нортона сменил Марк Руффало, фильм «Невероятный Халк» стоял особняком от остальных фильмов «Кинематографической вселенной Marvel», пока в мае 2015 года не было подтверждено возвращение Уильяма Хёрта в роли генерала Росса в первом фильме третьей фазы «Кинематографической вселенной Marvel» — «Первый мститель: Противостояние».

### Комментарии
1. ↑  В июне 2023 года права на дистрибуцию фильма перешли от Universal Pictures к Walt Disney Studios Motion Pictures[3][4].